# Sančo IV. Navarski
Sančo IV. Garcés (o. 1038. – 4. lipnja 1076.) (bas. Antso IV.a Gartzez Peñalengoa), također poznat i kao Sančo iz Peñaléna (šp. el de Peñalén) ili Sančo Plemeniti, bio je kralj Navare od 1054. do 1076. godine.
Rodio se kao najstariji sin i nasljednik Garcíje Sáncheza III. i kraljice Štefanije.
Sa svojim stricem, aragonskim kraljem Ramirom od Aragona, natjerao je al-Muqtadira, vladara Zaragoze, na plaćanje danka. 
1067. – 68. je bio upetljan u Rat tri Sanča, do koga je došlo nakon što je kastiljski kralj Sančo II. Snažni pokušao oteti od Navare Burebu i Alta Rioji, pripojene Navari za vrijeme Garcije Sancheza III. Iako je Sanču pomogao Sančo I. Aragonski, njihove je snage porazila kastiljska vojska u kojoj je služio znameniti vojskovođa El Cid. 
Nadimak je dobio po Peñalénu, mjestu na kome su ga, pod izlikom lova, namamili njegov brat Ramón i sestra Ermesinda, te gurnuli s litice. Nakon njegove smrti je nastao metež koji su iskoristili navarski susjedi – kralj Alfons VI. od Leóna i Kastilje i aragonski kralj Sančo. Oni su Navaru napali, osvojili i podijelili među sobom. Alfons je zauzeo La Rioju, a Sančo se u Pamploni proglasio novim kraljem Navare.
Sančo je imao četvoro djece – sa suprugom, francuskom plemkinjom Placencijom, s kojom je bio u braku od 1068. godine je imao dva sina po imenu García, a s robinjom po imenu Ximena sina po imenu Raimundo Sánchez (gospodar Esquiroza) i kćer po imenu Uraka Sánchez.